# Abbazia di Newminster
L'Abbazia di Newminster è stata un'abbazia cistercense situata nel nord-est dell'Inghilterra, precisamente nella contea di Northumberland, non lontano da Morpeth. È stata fondata nel 1138 da un gruppo di monaci che provenivano dall'Abbazia di Fountains, una delle più influenti del tempo.

## Storia
L'Abbazia di Newminster è sorta in risposta all'espansione del movimento cistercense, che stava prendendo piede sia in Inghilterra che in Europa nel XII secolo. La sua fondazione avvenne sotto l'egida del re Stefano d'Inghilterra, in un periodo piuttosto turbolento, caratterizzato dalla guerra civile tra lui e Matilde. Il monaco fondatore, venuto dall'Abbazia di Fountains, aveva il desiderio di creare un nuovo centro di spiritualità e vita monastica in una zona più settentrionale del paese.
Come tutte le abbazie cistercensi, Newminster seguiva una rigida regola monastica che prevedeva un equilibrio tra lavoro manuale, preghiera e contemplazione. Questo ordine era noto per la sua severità e per l'impegno a una vita ascetica. I monaci coltivavano la terra, allevavano bestiame e producevano beni agricoli, svolgendo così un ruolo chiave nell'economia del luogo. Infatti, l'abbazia disponeva di ampi terreni agricoli che le garantivano l'autosufficienza.
Con il passare del tempo, l'abbazia divenne un significativo centro religioso e culturale. La sua architettura rifletteva lo stile cistercense dell'epoca, caratterizzato da un design minimalista ma imponente, con ampie navate e spazi pensati per favorire la meditazione. A differenza di altre, le abbazie cistercensi evitavano decorazioni troppo elaborate, puntando su un'architettura funzionale che esprimeva il loro impegno per la povertà e la semplicità.
Tuttavia, come molte altre abbazie inglesi, anche l'Abbazia di Newminster subì la dissoluzione dei monasteri voluta da Enrico VIII tra il 1536 e il 1541: Newminster fu disciolta nel 1537, e gran parte del suo edificio abbaziale venne smantellato. Il patrimonio dell'abbazia e le sue terre passarono alla corona, finendo nelle mani di nobili e ricchi proprietari terrieri.
Quel che resta dell'Abbazia di Newminster è in gran parte in rovina, ma le sue tracce sono ancora visibili. L'area attorno all'abbazia è diventata un sito di interesse storico e archeologico. Nonostante i danni della dissoluzione, alcune strutture, come parte della chiesa e delle mura circostanti, sono rimaste intatte.